# Kirchberg (Luxemburgo)
Kirchberg es un barrio situado en la Ciudad de Luxemburgo. Consiste en una meseta situada al noreste del centro de la ciudad, Ville Haute. Su rasgo más destacable son varias instituciones de la Unión Europea, como el Tribunal de Justicia de la Unión Europea, el Tribunal de Cuentas, departamentos y servicios de la Comisión Europea, la Secretaría del Parlamento Europeo, el Banco Europeo de Inversiones, y la Escuela Europea de Luxemburgo, todas ellas situadas en la parte occidental. 
En 2022, el barrio tenía una población de 8746 personas. La zona también contiene edificios de la Universidad de Luxemburgo. La parte oriental contiene oficinas, muchos bancos internacionales, un centro comercial propiedad de Auchan, el centro de exposiciones Luxexpo, el cine Utopolis Kirchberg y un hospital.
Kirchberg también contiene otras instituciones de importancia nacional. D'Coque es el mayor estadio del país, con capacidad para 8300 espectadores, y ocupa una gran parte del 'quartier du parc' en el centro de Kirchberg. La Filarmónica de Luxemburgo es la sala de conciertos nacional de Luxemburgo, un gran auditorio con capacidad para más de 1500 personas. El Mudam, un museo de arte moderno, abrió en 2006 y fue diseñado por I. M. Pei. Muestra obras de algunos de los artistas modernos más importantes del mundo. En la misma parcela que el Mudam está el reconstruido Fort Thüngen, antes parte de las formidables fortificaciones de la ciudad.

## Microclima
Como la Ciudad de Luxemburgo, Kirchberg tiene un clima oceánico (Köppen: Cfb), caracterizado por altas precipitaciones, especialmente a finales del verano. Sin embargo, la pendiente y la altura de la zona provocan temperaturas más bajas (hasta 1° por debajo de la Ciudad de Luxemburgo), niebla más frecuente y más precipitaciones, tanto lluvia como nieve.

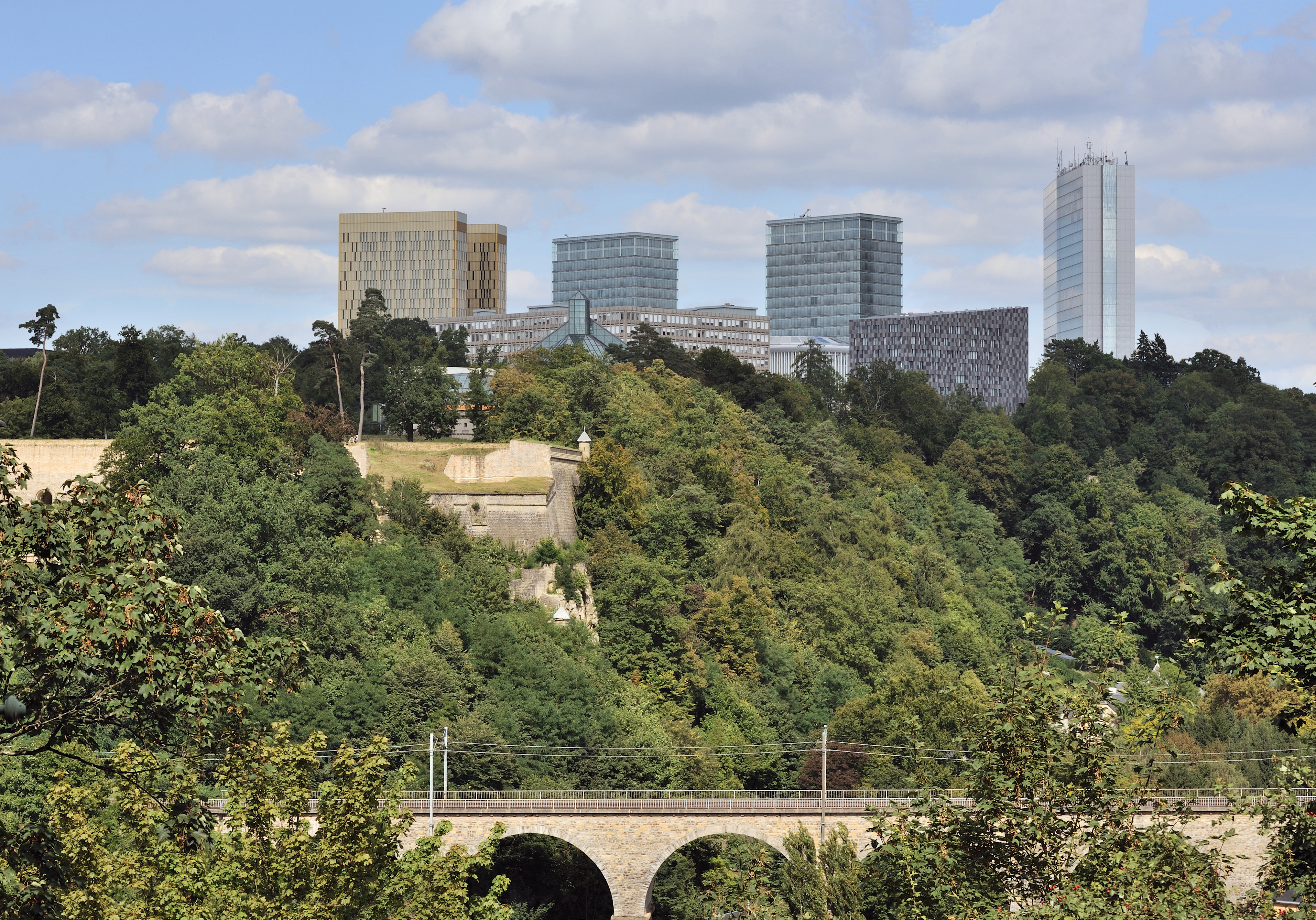
Skyline de Kirchberg
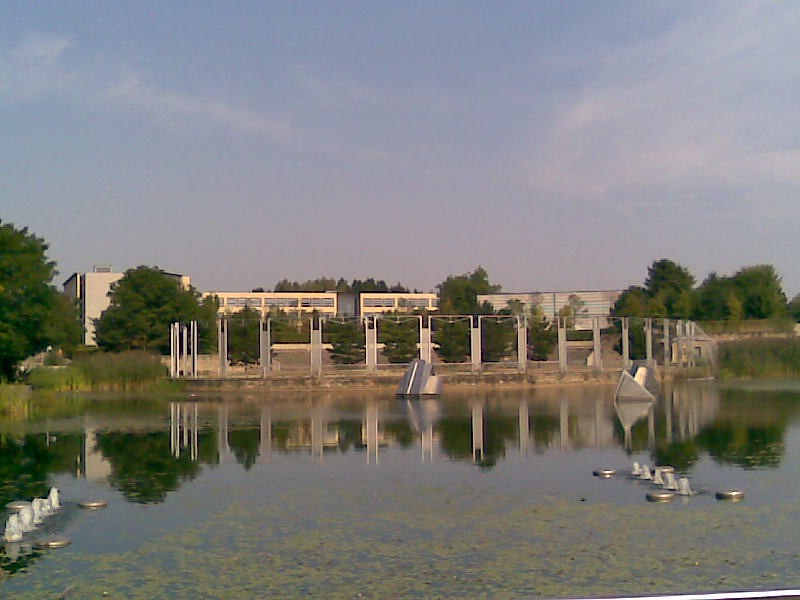
Un lago en la Meseta de Kirchberg
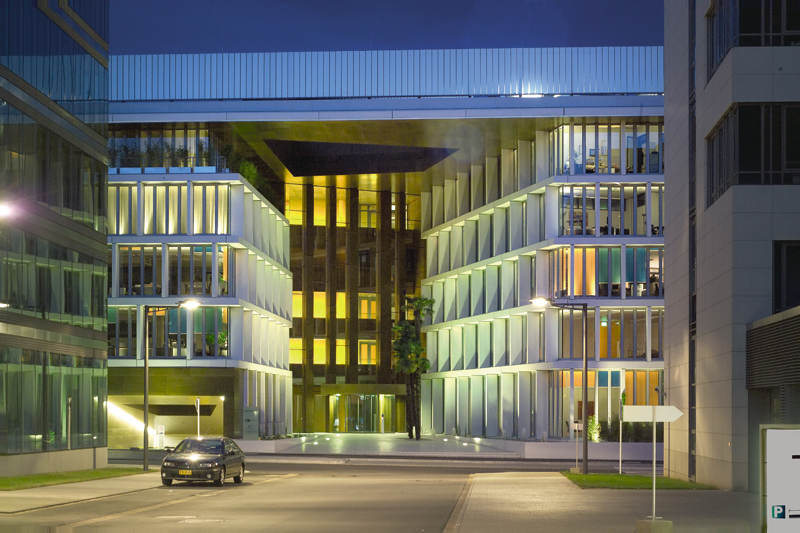
Edificio del Commerzbank
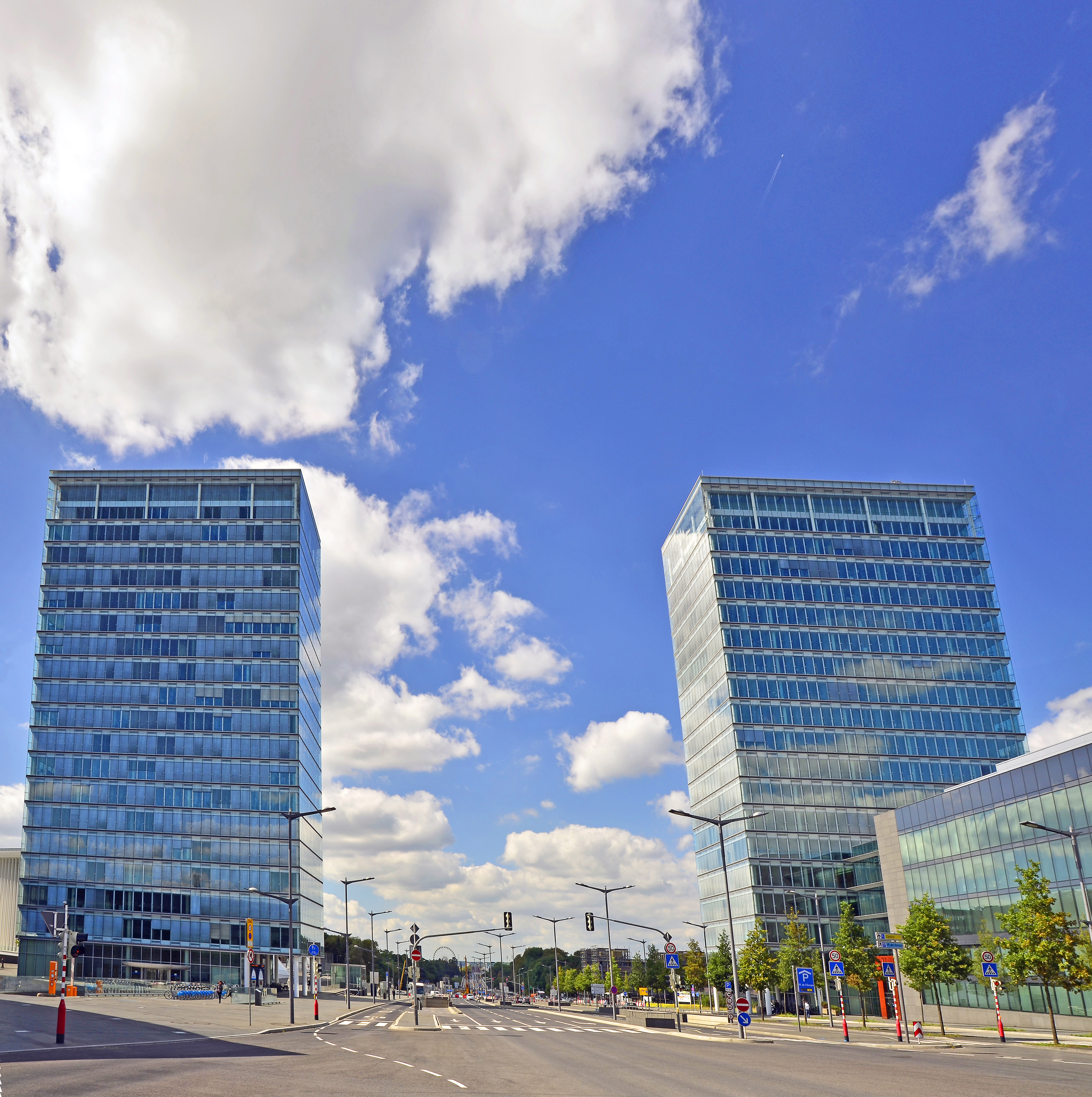
Las torres gemelas Porte de Kirchberg